# الطريقة الصديقية الشاذلية
الطريقة الصديقية الشاذلية، شيخها هو الشيخ علي جمعة وتنسب الطريقة إلى الشيخ عبد الله بن الصديق الغماري، والذي توفى عام 1412 في طنجة بالمغرب، وكان واحدا من كبار علماء الحديث في عصره، ونقل العلم عنه الشيخ محمد زكى الدين شيخ العشيرة المحمدية، وحسن عباس زكى والذي شغل منصب وزير الاقتصاد الراحل، والذي يعتبره الصوفية من «أهل الطريق»، وعن هؤلاء الثلاثة أخذ الشيخ على جمعة الطريقة، ليصبحوا مشايخه في الطريق إلى الشاذلية.

## نشأتها
الجريدة الرسمية نشرت في يوم الخميس، 02 أغسطس 2018، قرار وزير الأوقاف الدكتور محمد مختار جمعة اليوم، رقم 167 لسنة 2018م، باعتماد قرار المشيخة العامة للطرق الصوفية في هذا الشأن. وجاء القرار بناء على قرار مشيخة الطرق الصوفية رقم 11 لسنة 2018م بإقرار الطريقة الصديقية الشاذلية طريقة صوفية، وتعيين على جمعة محمد عبد الوهاب شيخًا لها، وبعد التنسيق مع وزير الداخلية وفق ما يوجبه القانون.

## الأفكار والمعتقدات
الطريقة الصديقية الشاذلية، كما جاء بكتيب التعريف الخاص بها، هي طريقة صوفية سُنية معترف بها من المجلس الأعلى للطرق الصوفية بالقرار رقم 11/2018، تهدف إلى التربية الدينية والروحية بما يتفق مع أحكام الشريعة الإسلامية والدعوة إلى العمل بها بالوعظ والإرشاد؛ فلا يجوز لأعضاء الطريقة القول بعقائد أو إتيان أفعال أو إقامة موالد أو احتفالات أو أذكار تخالف أحكام الشريعة الإسلامية أو النظام العام أو الآداب.

## سند الطريقة
ويتصل سند الطريقة العلمى والروحانى إلى سيدى أبو الحسن الشاذلى من طريق العالم الكبير المحدث السيد عبد الله بن الصديق الغمارى – من أكابر علماء علم الحديث الشريف – ويصل نسبه بسيدنا الإمام الحسن بن على بن أبى طالب حصل على عالمية الأزهر سنة 1931 وتوفى سنة 1992 وكان من أكابر تلاميذه  الدكتور على جمعة وأذن له بالتربية والتسليك، كما أذن له أيضا الإمام الرائد محمد زكى إبراهيم شيخ الطريقة المحمدية الشاذلية، والشيخ الدكتور حسن عباس زكى شيخ الطريقة القاضية الشاذلية، ولذلك فـ«الصديقية الشاذلية» تربطها صلات المودة والرحم بالكثير من الطرق الصوفية والشاذلية منها بوجه خاص.

## أوراد الطريقة
وتتكون أوراد الصديقية الشاذلية من مجموعة من الآيات القرآنية والأدعية والأذكار الواردة بسند صحيح عن النبى صلى الله عليه وسلم، مقتدية في ذلك بقول الإمام الجنيد:«طريقنا هذا مقيد بالكتاب والسنة».

## وصلات خارجية
- موقع الطريقة الصديقية الشاذلية
- دروس الزاوية الصديقية الشاذلية